# 東北海道いすゞ自動車
東北海道いすゞ自動車株式会社（ひがしほっかいどういすずじどうしゃ）は、北海道帯広市に本社を置く、いすゞ自動車、フォード・モーターの車種を販売する自動車販売会社。北海自動車工業株式会社のグループ会社である。

## 概要
北海道の道東（帯広運輸支局・釧路運輸支局・北見運輸支局）地域を拠点に、いすゞ自動車製の新車・中古車とフォード車の販売・修理などを行っている。
ヒュンダイ車は、現代自動車の国内乗用車販売撤退に伴いアフターサービスのみ継続。
なお、北海道の道央・道南・道北（札幌運輸支局・室蘭運輸支局・函館運輸支局・旭川運輸支局）地域は北海道いすゞ自動車のエリアである。

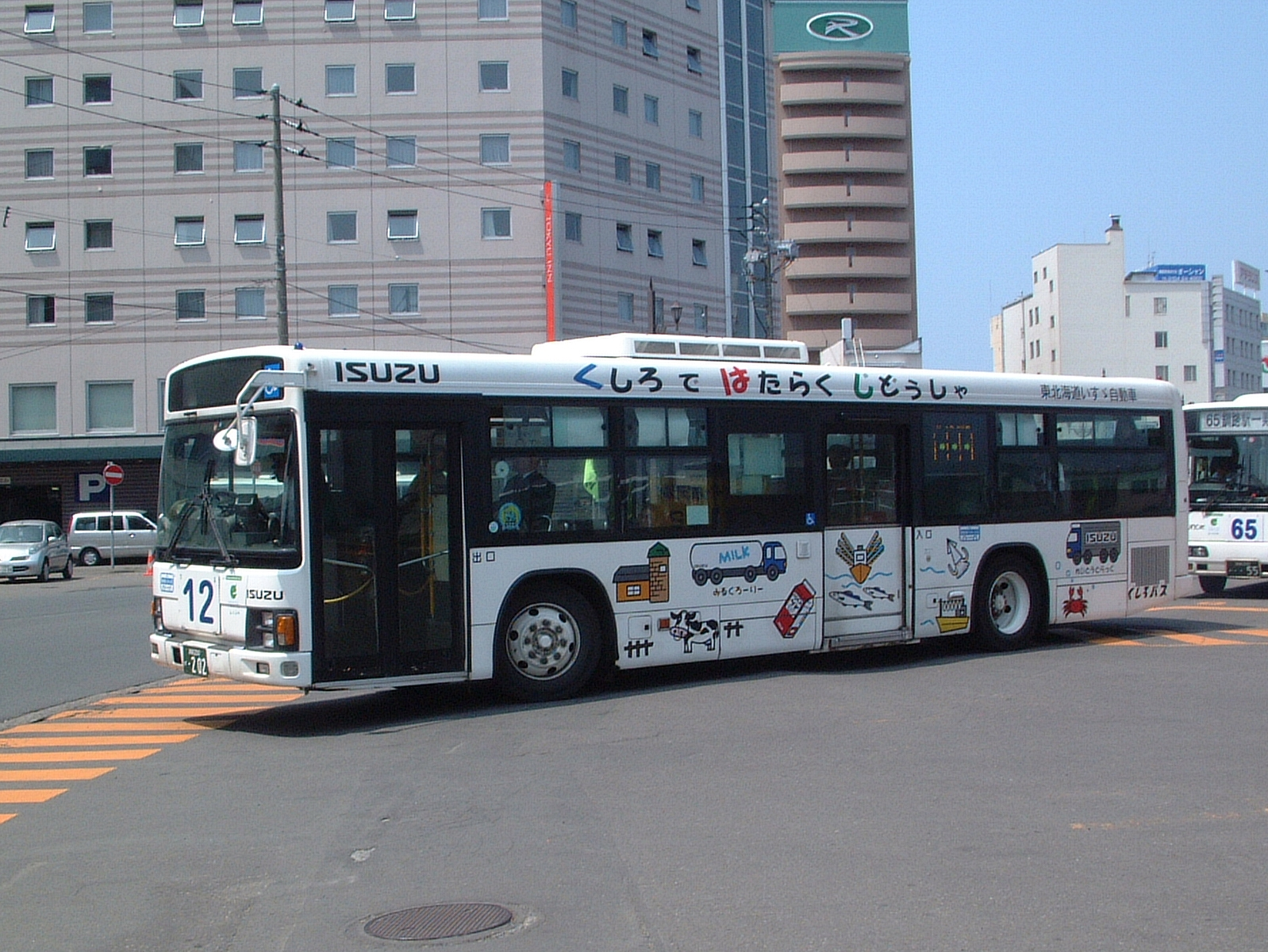
東北海道いすゞ自動車の広告が施されたバス（くしろバス・エルガ）

## 沿革
- 1954年6月 - 東北海道いすゞ自動車株式会社を設立。
- 1959年9月 - 小型トラック・乗用車部門の販売会社として道東いすゞモーター株式会社を設立。
- 1995年5月 - 東北海道いすゞ自動車株式会社と道東いすゞモーター株式会社が合併。
- 1997年（平成9年） - 東邦自動車株式会社を合併、フォード車の販売開始。
- 2005年（平成17年）2月 - ヒュンダイモータージャパンのサテライト店登録。
- 2009年（平成21年）11月 - ヒュンダイモータージャパンの乗用車販売から撤退。

## 拠点
- 本社・帯広支店： 帯広市西20条北1丁目3-2
  - 本別営業所：中川郡本別町字上本別21
- 北見支店： 北見市栄町1丁目3-5
  - 紋別営業所： 紋別市渚滑町2丁目37
  - 網走営業所： 網走市字三眺12
- 釧路支店： 釧路市鳥取南5丁目11-8
  - 中標津支店：標津郡中標津町東13条南1丁目1

- 帯広支店・サービス工場：帯広市西20条北1丁目3-2
  - 本別営業所・サービス工場： 中川郡本別町字上本別21
- 北見支店・サービス工場： 北見市栄町1丁目3-5
  - 網走営業所・サービス工場： 網走市字三眺12
- 釧路支店・サービス工場： 釧路市鳥取南5丁目11-8
  - 中標津支店・サービス工場：  標津郡中標津町東13条南1丁目1
- 大通サービスセンター　帯広市大通南27丁目，（2010年4月24日、帯広支店サービスセンターへ統合）
- 小型車サービス工場　帯広市大通南7丁目，（2010年4月30日、帯広サービス工場へ統合）